# 寺田静
寺田 静（てらた しずか、1975年3月23日 - ）は、日本の政治家。参議院議員（2期）。旧姓は江上。

## 来歴
秋田県横手市生まれ。父親の仕事の都合で、小学3年生の夏に青森県青森市へ引っ越す。小学6年生のときに茨城県へ移り、中学3年生で横手市に戻り、横手市立横手南中学校に転校する。学校の進める管理教育に合わず、11月から卒業までの5か月間登校しなかったという。進学した秋田県立横手城南高等学校でも、進路指導などを通じ再び管理教育に合わず、3年生の1992年5月に中退した。同年9月、大検に合格。1年浪人し、仙台市の代々木ゼミナールに通ったのち、1994年、育英会の奨学金を受けて早稲田大学人間科学部に進学。1998年に卒業し、学士（人間科学）の学位を取得した。同年、東京大学生産技術研究所に勤務する。1999年4月に当時大学生だった弟が講義中に倒れ、遷延性意識障害での闘病の末、2000年7月に亡くなる。これを機に仕事を辞め秋田に帰郷。
ハワイ大学海洋科学部に学士入学。一時帰国中の2003年、父親から言われ、最初の衆議院選挙を迎えていた寺田学の選挙を手伝うことになる。同年より寺田学の公設秘書を務め（ハワイ大学は中退）、2009年9月に寺田学と結婚。2009年より川口博衆議院議員秘書を務めたほか、電気自動車普及協会の立ち上げにも参加。2013年より義父である寺田典城参議院議員公設秘書を務める。義父の秘書を退任して以降は主婦となる。

### 参議院議員へ
2018年から立憲民主党、国民民主党、社会民主党の3党の県連と連合秋田は、次期参院選秋田県選挙区の統一候補の擁立作業を行う。ところが要請を受けていた元民進党県連代表の沼谷純県議が同年末に不出馬を表明。2019年2月4日、3党および連合秋田は寺田に立候補を要請することで一致した。寺田を薦めたのは社民党県連の石田寛代表であった。同年3月7日、寺田は立候補する意向を正式に表明した。日本共産党は当初、党役員の藤本友里を候補者に立てていたが、寺田支持を決断し、6月3日に藤本を比例区に回すことを明らかにした。
同年7月21日に行われた第25回参議院議員通常選挙で、自民党現職の中泉松司を破り初当選を果たした。寺田は県内25市町村のうち15市町村で中泉の得票を上回った。中泉が地上配備型迎撃システム「イージス・アショア」配備の可否に関する考えを明らかにしなかったのに比べ、寺田は配備反対の姿勢を強調し続けた。大票田でもある候補地の秋田市で地上イージス批判層からの票を上積みし、中泉を引き離した。
2020年9月16日召集の第202回国会における首相指名選挙では、国民民主党の伊藤孝恵に投票した。伊藤の名が読み上げられると、「自分で入れたのか」「記録に残るのに何をやっているんだ」とやじが飛び交った。同日付のブログで寺田は、「女性が意思決定の場に増えれば（生きづらい社会は）変わっていく」との思いから伊藤に投票したと述べた。
2025年1月10日、夏に行われる第27回参議院議員通常選挙に無所属で立候補することを表明した。7月20日に当開票が行われ、再選。

## 政策・主張

### 憲法
- 憲法改正について、2019年の朝日新聞社のアンケートで「反対」と回答[17]。2025年のNHKのアンケートで「どちらともいえない」と回答[18]。

- 9条への自衛隊の明記について、2025年のNHKのアンケートで「反対」と回答[18]。

- 憲法を改正し緊急事態条項を設けることについて、2025年のNHKのアンケートで「どちらともいえない」と回答[18]。

### 外交・安全保障
- 「他国からの攻撃が予想される場合には先制攻撃もためらうべきではない」との問題提起に対し、2019年の朝日新聞社のアンケートで「反対」と回答[17]。

- 「北朝鮮に対しては対話よりも圧力を優先すべきだ」との問題提起に対し、2019年の朝日新聞社のアンケートで「どちらかと言えば反対」と回答[17]。

- 日本の防衛力をさらに強化することについて、2025年の日本テレビのアンケートで「やや賛成」と回答[19]。

### ジェンダー
- 選択的夫婦別姓制度の導入について、2019年の朝日新聞社、2025年の日本テレビのアンケートで「賛成」と回答[17][19]。
- 同性婚を可能とする法改正について、2019年の朝日新聞社、2025年の日本テレビ、同年のNHKのアンケートで「賛成」と回答[17][19][18]。

### その他
- 「治安維持のためプライバシーや個人の権利の制約は当然だ」との問題提起に対し、2019年の朝日新聞社のアンケートで「どちらとも言えない」と回答[17]。

- アベノミクスについて、2019年の朝日新聞社のアンケートで「どちらかと言えば評価しない」と回答[17]。

- 消費税率を10％より高くすることについて、2019年の朝日新聞社のアンケートで「どちらかと言えば反対」と回答[17]。

- 物価⾼対策として消費税率を引き下げることについて、2025年の日本テレビのアンケートで「やや賛成」と回答[19]。

- 創作物の表現規制を主張する「子供の性搾取被害悪化の現状に鑑み、国連勧告に沿った児童買春・児童ポルノ禁止法の第三次改正を求めることに関する請願」の共同提出者の一人である[20]。

## 親族・家族
- 祖父・佐藤佐太郎（元増田町議会議員、増田町長）[21]
- 夫・寺田学（衆議院議員）
  - 義父・寺田典城（元参議院議員、元秋田県知事）
  - 義祖父・寺田栄四郎（元秋田県議会議員）
- 2013年に長男を出産している[22]。

## 所属団体・議員連盟
- 人権外交を超党派で考える議員連盟[23]
- 対中政策に関する国会議員連盟

## 選挙歴
| 当落 | 選挙                     | 執行日         | 年齢 | 選挙区       | 政党   | 得票数     | 得票率 | 定数 | 得票順位 /候補者数 | 政党内比例順位 /政党当選者数 |
| ---- | ------------------------ | -------------- | ---- | ------------ | ------ | ---------- | ------ | ---- | ------------------ | ---------------------------- |
| 当   | 第25回参議院議員通常選挙 | 2019年07月21日 | 44   | 秋田県選挙区 | 無所属 | 24万2286票 | 50.46% | 1    | 1/3                | /                            |
| 当   | 第27回参議院議員通常選挙 | 2025年07月20日 | 50   | 秋田県選挙区 | 無所属 | 21万9717票 | 47.98% | 1    | 1/4                | /                            |